# プファルツ＝ランツベルク

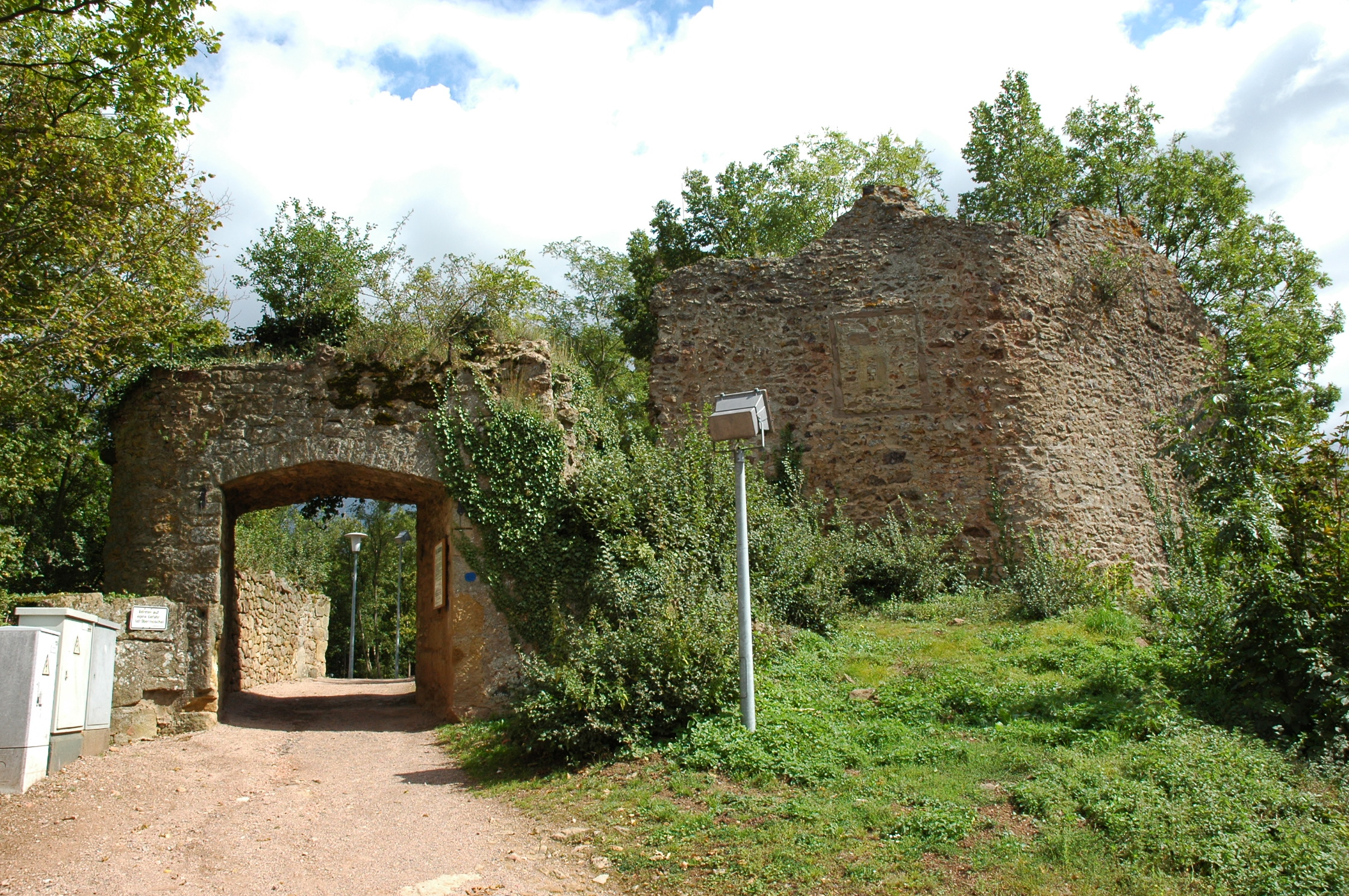
ランツベルク城

プファルツ＝ランツベルク
Pfalz-Landsberg

プファルツ＝ランツベルク（ドイツ語：Pfalz-Landsberg）またはプファルツ＝ツヴァイブリュッケン＝ランツベルク（Pfalz-Zweibrücken-Landsberg）は、神聖ローマ帝国の公国（Herzogtum）。ランツベルク城（en）を本拠地とした。

## 歴史
プファルツ家の分家プファルツ＝ランツベルク家が統治し、1661年にプファルツ＝ツヴァイブリュッケンに再統合された。
プファルツ＝ランツベルクは1604年にプファルツ＝ツヴァイブリュッケン公ヨハン1世の死後に創設された。ヨハン1世は3人の息子たちに領地を分割相続させた。フリードリヒ・カジミールはプファルツ＝ランツベルクを、ヨハン・カジミールはプファルツ＝クレーブルクを継承し、兄ヨハン2世はプファルツ＝ツヴァイブリュッケンの大部分を継承した。
ランツベルクは三十年戦争中に侵略され、破壊された。1645年、フリードリヒ・カジミールの跡を息子のフリードリヒ・ルートヴィヒが継いだが、1661年にプファルツ＝ツヴァイブリュッケンに再統合された。
1681年、フリードリヒ・ルートヴィヒが嗣子なく死去した後、プファルツ＝ツヴァイブリュッケン（すでにランツベルクを併合していた）はプファルツ＝クレーブルク家のスウェーデン王家に継承された。

## プファルツ＝ランツベルク公
- フリードリヒ・カジミール（1604年 - 1645年）
- フリードリヒ・ルートヴィヒ（1645年 - 1661年）

1661年にフリードリヒ・ルートヴィヒはプファルツ＝ツヴァイブリュッケン（ランツベルクを再統合）を継承し、1681年まで統治した。